# Alix des Baux
Alix des Baux (* 1367 (eher 1365); † 7. Oktober 1426 in Les Baux), Tochter von Raymond II. des Baux, Graf von Avellino (1351–1372), und Jeanne Roger de Beaufort, Nichte von Papst Gregor XI., war die letzte regierende Herrin von Les Baux aus dem gleichnamigen Adelsgeschlecht. Sie stand die meiste Zeit ihres Lebens unter der Vormundschaft ihres Großvaters Guillaume III. Roger de Beaufort, Vicomte de Turenne, ihres Onkels Raimond de Turenne bzw. ihres Ehemanns Odon de Villars.

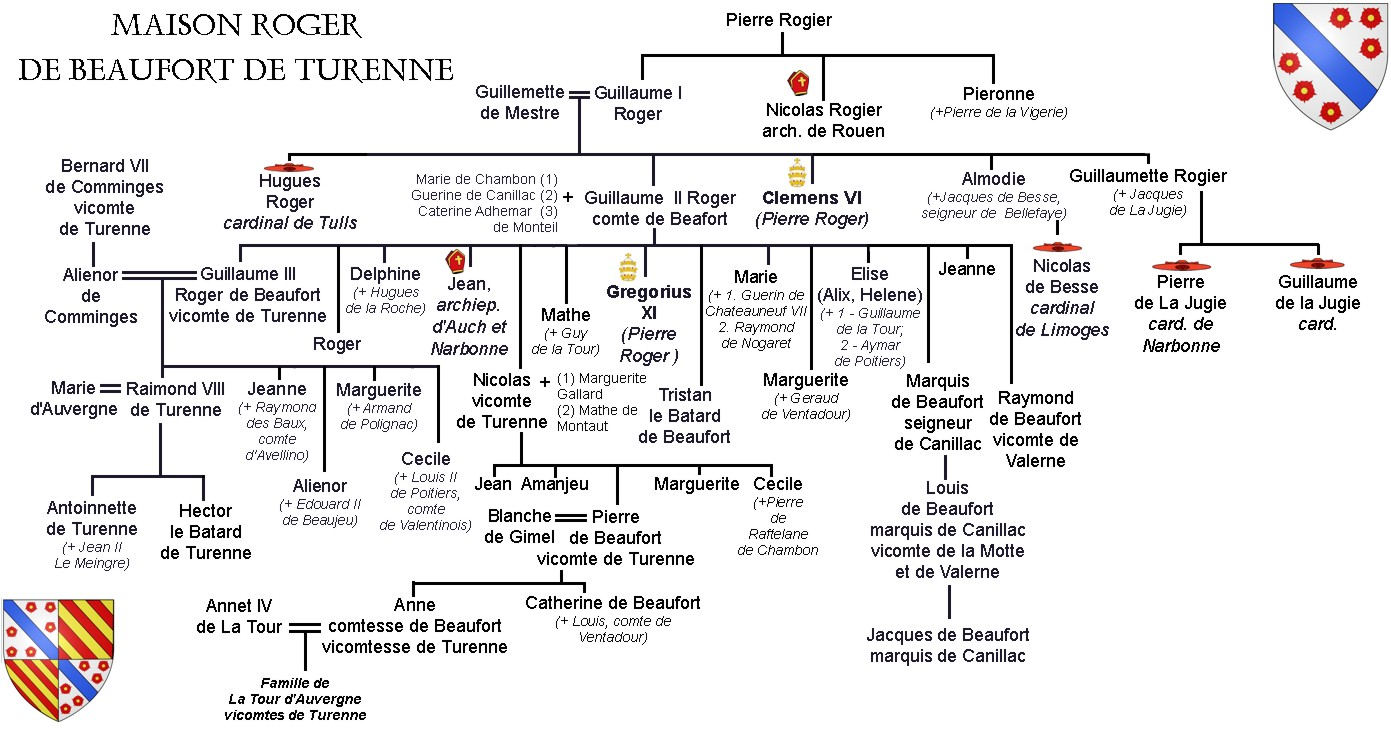

## Leben
Am 28. Januar 1374 wurde Guillaume III. Roger de Beaufort in Avignon von Nicola Spinelli, Seneschall der Provence für Königin Johanna I. von Neapel, zu Alix’ Vormund bestellt. Am 10. März 1381 übergab Guillaume die Vormundschaft an seinen Sohn Raimond de Turenne. Dies hinderte ihn nicht daran, sie Ende August 1388 (eher 1380) unter dem Vorwand, sein Mündel am päpstlichen Hof vorzustellen, nach Avignon und dort direkt in das Hôtel particulier seiner Kusine Marie des Baux, Fürstin von Oranien, zu bringen. Dort wurde sie gegen ihren Willen und ohne Zustimmung ihrer Familie mit Odon de Villars verheiratet, einem Verwandten von Papst Clemens VII. Sie war 12 (eher 15) Jahre alt.
Im Mai 1390 wurde Odon de Villars vom Papst zum Rektor des Comtat Venaissin ernannt. Am 20. des gleichen Monats, begingen Odon und seine Ehefrau ihren feierlichen Einzug in Carpentras. Am 8. Oktober 1399, beim Treffen der États de Provence, huldigte Odon de Villars Louis II. d’Anjou im Namen seiner Frau für deren Lehen Les Baux, Mont Paon, Saint-Martin de Castillon, Mouriès, Éguilles und Séderon, die die Gräfin von Avellinon in der Provence und den angrenzenden Regionen besaß.
Am 4. April 1402 schenkte Odon de Villars in Brantes am Fuß des Mont Ventoux in Anwesenheit seiner Frau seinem Neffen Philippe de Lévis die Lehen Brantes, Plaisians und davon abhängige Güter, die Herrschaften Saint-Marcel, Roquefort, Le Castellet, Cassis und Port-Miou, die zur Baronie Aubagne gehörten, sowie La Fare-les-Oliviers und Éguilles. Sein Neffe sollte ihm als Sicherung für Raimond de Turenne bei der Umsetzung einer Vereinbarung zwischen dem Vicomte, Odon und seiner Frau Alix, dienen. Sollten Alix und Odon der Vereinbarung nicht nachkommen, mussten sie Raimond de Turenne 50.000 Florin zahlen.
Die Ehe von Odon de Villars und Alix des Baux wurde um 1408 von Papst Benedikt XIII. annulliert. Die Herrin von Les Baux konnte nun eine zweite Ehe mit Konrad III. von Freiburg, Graf von Neuenburg eingehen. Alix war damals Gräfin von Avellino, Couza, Herrin von Laura und Baronin von Les Baux. Zu diesen Titel und Lehen, die sie von ihrem Vater geerbt hatte, kamen die, die sie von ihren Onkeln und Vettern erhalten hatte. Dies hinderte sie 1417 nicht daran, auch die Nachfolge in der Grafschaft Beaufort und der Vizegrafschaft Turenne geltend zu machen.
Sie starb am 7. Oktober 1426 in Les Baux, nachdem sie auf ihrem Totenbett ihr Testament gemacht hatte. Zu ihren üblichen Titeln hatte sie dabei den einer Gräfin von Neuenburg und Beaufort und Vizegräfin von Turenne hinzugefügt. Sie wies ihren Kapitän Siffroy de Gigondas an, die Festung von les Baux sowie alle zu Les Baux gehörenden Teile Avellinos an ihren Vetter François-Guillaume des Baux-Andria zu übergeben. Wie im Testament bestimmt, wurde sie im Herbst 1426 in der Minoritenkirche in Avignon bestattet.
Die Testamentsbestimmungen sollten der Königin Jolanthe von Aragón, Mutter von Louis III. d’Anjou, dem neuen Grafen der Provence, nicht gefallen. Um das Heimfallrecht durchzusetzen, beauftragte sie ihren jüngsten Sohn Charles du Maine mit dem Titel eines Generalleutnants, dem Seneschall Tristan de la Jaille den Befehl zu geben, die Gebiete von Les Baux in Besitz zu nehmen. Die Festung wurde vier Monate lang belagert und ergab sich am 21. Februar 1427. Sie wurde von Siffroy de Gigondas und Charles d’Urgell, Bischof von Tortosa und Vetter von Alix, an Jean d’Arlatan, dem Kommissar des Prinzen Charles übergeben, Les Baux wurde in die Grafschaft Provence eingegliedert. Alix war somit die letzte Herrin der berühmten provenzalischen Baronie.